# Kurt & Courtney
Kurt & Courtney je dokumentární film z roku 1998, který pojednává o vztahu Kurta Cobaina s Courtney Love. Scénář a režii k filmu obstaral Nick Broomfield. Mimo jiné se dokument zaobírá okolnostmi Cobainovy sebevraždy v roce 1994, na kterou se dívá z různých pohledů.